# Корзиночка
Кошик або корзиночка — тістечко у вигляді кошика з пісочного тіста з різними наповнювачами. 

## Історія та опис
У СРСР відомо близько з середини XX сторіччя завдяки масовому виготовленню на підприємствах громадського харчування. Можливо, було запозичене з угорської кухні.
Тістова основа тістечка випікається у металевих круглих або овальних формах з гофрованими бічними стінками. Готові кошики наповнюють начинкою.

## Види
На початку другої половини XX сторіччя в СРСР випускалися кошики наступних найменувань:
| - Кошик зі збивним кремом. - З варенням. - З повітряною начинкою. - З желе та фруктами. - Із зефіром. - Кошик кексовий. - З кремом та фруктами. | - З кремом та фруктовою начинкою. - Кошик кремово-фруктовий. - Кошичок аматорський. - З молочною начинкою. - З горіховою начинкою. - З орнаментом. - З фруктово-ягідною начинкою. |

## Приклад рецепту
1. Пісочне тісто розкачують у пласт товщиною 5-7 мм і виїмкою діаметром 9-10 см вирізають круглі коржики.
2. Поклавши тісто у формочки, пальцями притискають тісто так, щоб воно застеляло їх дно і стінки і заповнювало гофровані заглиблення.
3. Після випікання за температури 240-260 °С корзиночки виймають із формочок та охолоджують.
4. Заповнюють корзиночку (фруктовою) начинкою, а зверху з кондитерського мішка випускають крем, посипають цукровою пудрою.[6]